# إيبرو شالي
إيبرو شالي (بالتركية: Ebru Şallı)‏ هي ممثلة وعارضة أزياء ومذيعة وملكة جمال تركية ولدت في يوم 15 يناير 1977 في إسطنبول لعائلة ألبانية الأصل. اشتهرت بعد فوزها بلقب ملكة جمال تركيا لسنة 1995، لتبدأ بعدها مشوارها في التلفاز. مثلت في عدة أفلام ومسلسلات، كما قدمت عدة عروض تلفزيونية.